# Bazzania citharodes
Bazzania citharodes är en bladmossart som beskrevs av Meagher. Bazzania citharodes ingår i släktet revmossor, och familjen Lepidoziaceae. Inga underarter finns listade i Catalogue of Life.